# 盗られてたまるか
『盗られてたまるか』（とられてたまるか、原題：도둑맞곤 못살아）は、2002年に公開された韓国映画。1994年に公開された日本映画『とられてたまるか!?』のリメイク作品。 

## 概要
昼間は、優秀なプログラマーだが、夜は泥棒に変身するチェ・ガンジョ(ソ・ジソプ)。そんな泥棒に何度も入られ、子供たちから見下されてしまう家のダメ主人にコ・サンテ(パク・サンミョン)。家族の信頼回復のためダメパパが一世一代の戦いを泥棒と繰り広げる韓国のコメディ映画。
原作は、脚本家斉藤ひろしの小説で、1994年に公開された日本映画『とられてたまるか!?』(萩庭貞明監督、武田鉄矢、明石家さんま主演)、韓国でリメイクされた作品。

## スタッフ
- 監督：イム・ギョンス
- 脚本：キム・ジン、ユン・ジェギョン、イム・ギョンス、チョン・ヒョンス
- 原作：斉藤ひろし
- 撮影：キム・ウンテク
- 照明：キム・ウンテク
- 制作：チェ・ジョンス
- 音楽：パク・ヨン
- 武術：クォン・ソンファン

## キャスト
- チェ・ガンジョ 泥棒：ソ・ジソプ（吹き替え：桐本琢也）
- コ・サンテ 主人：パク・サンミョン
- ファン・マリ 奥さん：ソン・ソンミ
- コ・スア サンテの娘：チュ・スルギ
- コ・スミン サンテの息子：キム・ソク
- 岳父:キム・インムン
- 武術館長:パク・クァンジョン
- 高手：キム・ウンテク(撮影監督)
- ヨファン プロゲーマー:イム・ヨファン
- ケ・チャンサ 犬商人：キム・ビョンチュン
- サンテの同僚：ユン・ジェギュン(脚本・映画監督)